# Abu Bakr al-Karaji
Abu Bakr Muhammad ibn al-Hasan al-Karaji (arabisk: ابو بكر محمد بن الحاسب الكرجي) (født ca. 953, død ca. 1029) var en matematiker og ingeniør med persisk baggrund. 
Mange af hans resultater i matematikken bliver stadig værdsat, og et af han mest kendte bidrag er knyttet til udregningen af binomialkoefficientten. Al-Karaji skrev også om arbejderne til tidligere matematikere, og han regnes som den første som løsrev algebra fra geometriske operationer. 